# Misterium niedzielne

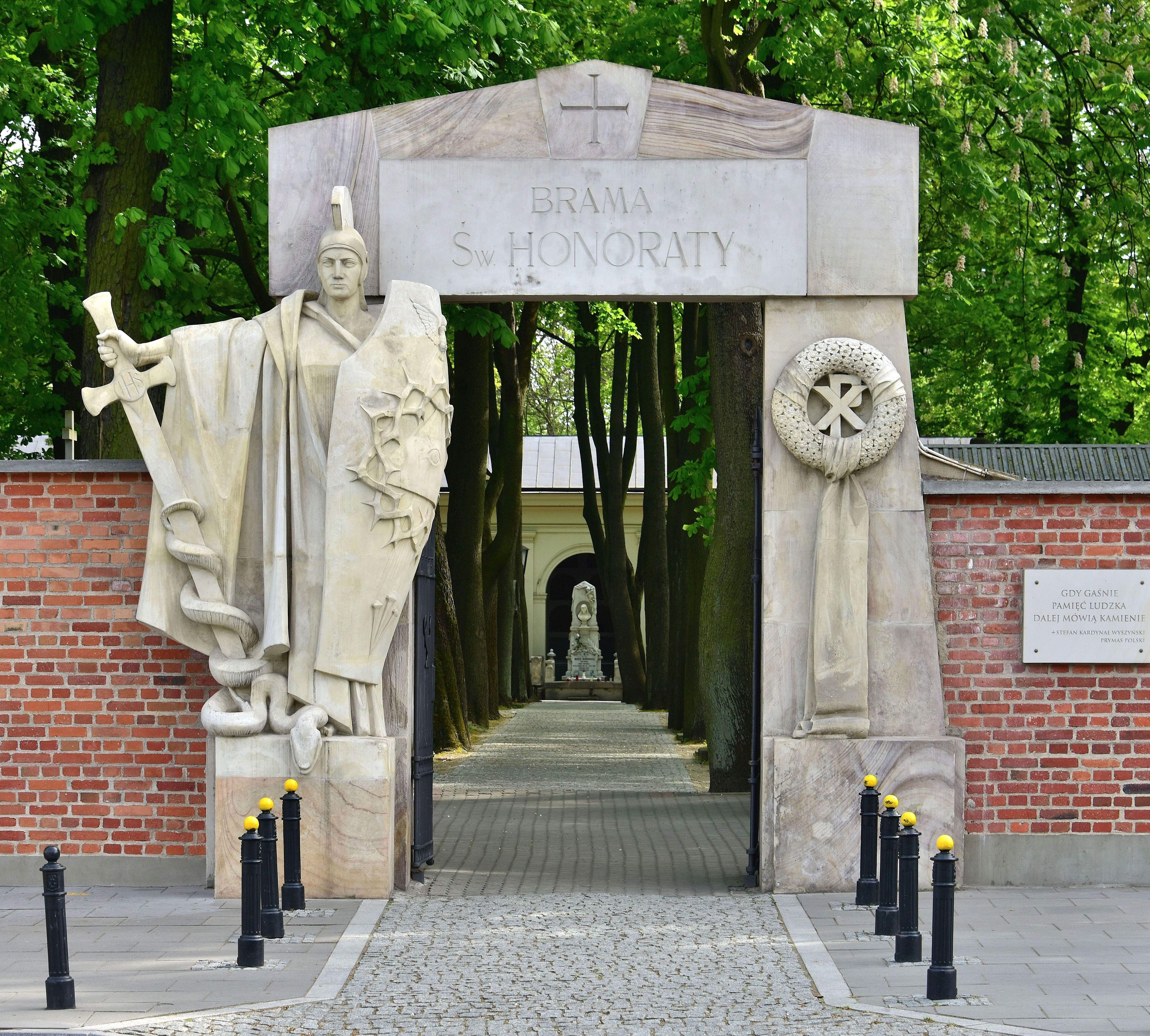
[...] idźcie smutni
do kamiennych stóp Honoraty
[...] uderz czołem u kamiennych stóp Honoraty
(brama św. Honoraty na Powązkach – prawdopodobnie źródło inspiracji poetyu2)

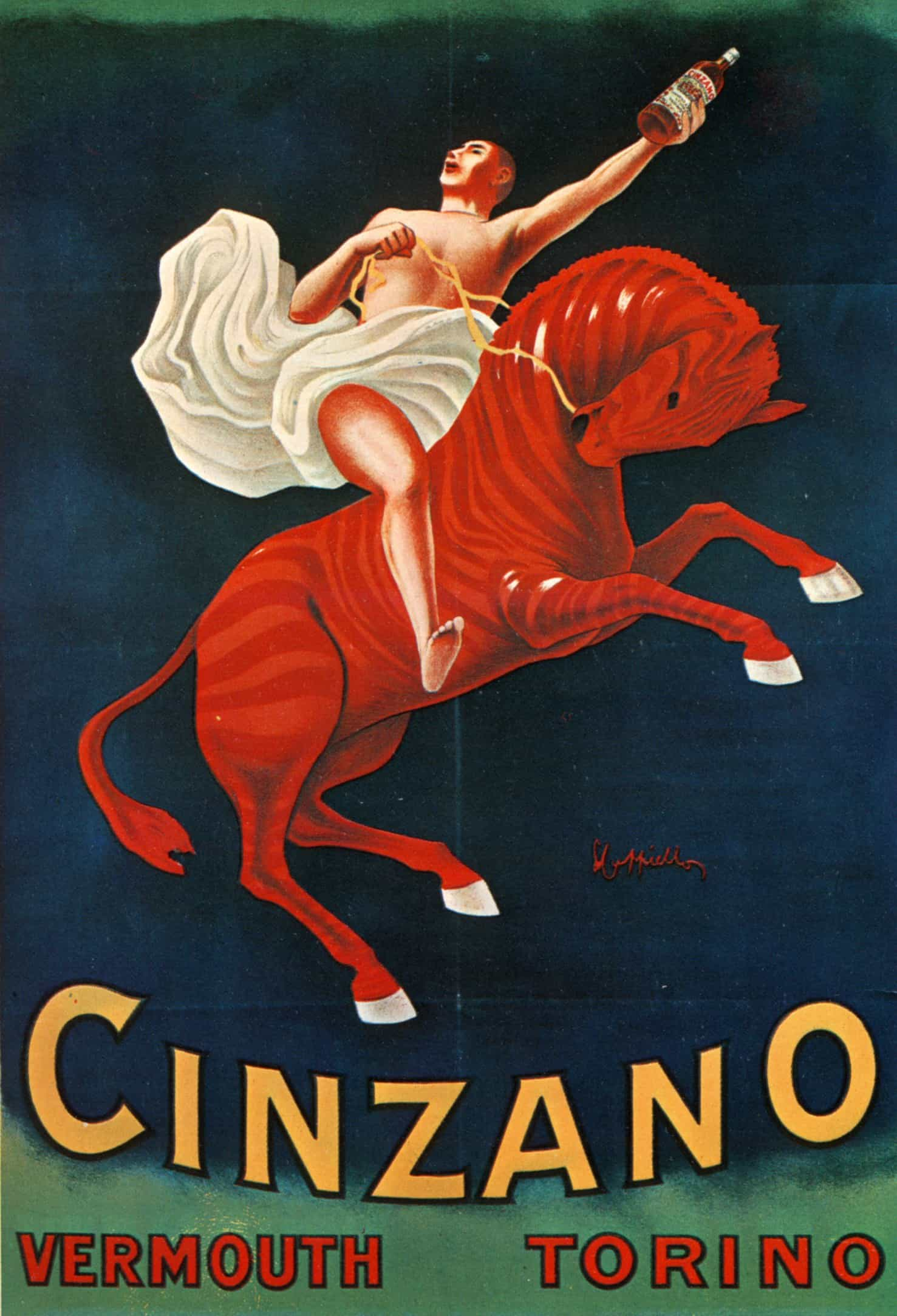
Hasło bojowe: Cinzano! Cinzano!
(plakat reklamujący wermut Cinzano autorstwa Leonetta Cappiella z 1910 roku)

Misterium niedzielne – dramat Tadeusza Gajcego z 1943 roku. Po raz pierwszy wystawiony na tradycyjnej scenie w 2009 roku w Katowicach. Tekst utworu autor odczytywał na konspiracyjnych wieczorach autorskich. Pierwodruk ukazał się dopiero po wojnie w 1968 roku . 

## Okoliczności powstania
Po wydaniu debiutanckiego tomiku – Widma w konspiracyjnej serii Biblioteka SiN-u w maju 1943 roku – Tadeusz Gajcy zrezygnował jesienią tegoż roku z pracy magazyniera w szwalni konfekcji damskiej „Baśka” przy ul. Marszałkowskiej 125 i całkowicie poświęcił się pisaniu, zaniedbując nawet studia. Ten płodny literacko czas zaowocował opowiadaniami Twarzą w noc (fragment), Cena i Paweł, początkiem powieści Trzy śmierci oraz utworami dramaturgicznymi, którymi były Misterium niedzielne (25 X 1943) oraz Homer i Orchidea.

## Budowa i kwalifikacjegenologiczne
Misterium niedzielne składa się z czterech widowisk przedzielonych Intermedium. Odwrotnie niż w tradycyjnym misterium Intermedium ma bardziej poważny i refleksyjny charakter, natomiast sceny (widowiska) są bardziej ludyczne. Tytuł utworu jest wyraźnym nawiązaniem do formy misterium, szczególnie popularnej w średniowieczu. Misterium niedzielne bywa jednak różnorako określane – jako utwór liryczny lub dramatyczny bądź jako gatunek z pogranicza: „poemat dramatyczny”, „groteska dramatyczna”, „misterium-buffo”, „antymisterium”, „dramat poetycki”, „widowisko poetyckie”, „śpiewogra”. Niemniej w utworze Gajcego można rzeczywiście odnaleźć zasadnicze cechy stosunkowo mało restrykcyjnego gatunku misterium: 
- szeregowa konstrukcja akcji dramatycznej;
- cykliczność budowy;
- mechaniczne łączenie scen i epizodów;
- równorzędne traktowanie wszystkich postaci;
- skłonność do mieszania kategorii komizmu i wzniosłości;
- symultaniczna przestrzeń teatralna;
- obraz historyczny znany widzom w znacznej części, budowany przy pomocy prostych, często umownych, środków;
- fragmentaryczność[15].

## Czas i miejsce akcji
Akcja widowisk dzieje się w niedzielę 1939 roku na jednym z placów Warszawy przed fikcyjnym, zbudowanym w stylu gotyckim, kościołem świętej Honoraty. Źródłem inspiracji Gajcego co do miejsca mogły być kawiarnia „Honoratka”, będąca miejscem spotkań działaczy niepodległościowych przed wybuchem powstania listopadowego (zamknięta po 1830 roku), lub druga brama cmentarza Powązkowskiego, zwana bramą św. Honoraty, w pobliżu której poeta mieszkał w dzieciństwie. Czas akcji Intermedium należałoby przenieść na kilkadziesiąt lat później, bowiem głównym bohaterem jest tu Tadeusz, sędziwy poeta, autor Misterium niedzielnego i Pamiętnika mojego życia – element autobiograficzny i nieziszczona antycypacja losów Tadeusza Gajcego. Ostatnia część utworu (Widowisko Czwarte) rozgrywa się w barze „Pod Cinzano”. 

## Bohaterowie
Bohaterowie indywidualni według kolejności pojawiania się na scenie:
- Hipolit[c] – starzec, żebrak, dziad kościelny, o jasnobłękitnych oczach (mają barwę wyblakłego szafiru[d]) i widocznej w ruchach ręki zapowiedzi pięknej, długiej brody, braki w ubraniu rekompensuje czystością ubioru, podniesionym czołem i dostojnymi gestami[9]
- Żołnierz (jak się później okazuje – Antoni Leszcz)[1], ułan[17]
- Dorożkarz Wieszczący – konkurujący z Hipolitem
- Poeta – postępuje programowo według zasad sztuki dla sztuki, wygłasza monolog nie przewidziany przez autora „Misterium”[18],
- Ksiądz w komży
- Policjant Daniel Krzysztof Hubert Majewski – przedstawiciel władzy tzw. nadrzędnej, w sile wieku, w młodości zainteresowany astronomią i metafizyką pałeczki gumowej, w Boga nie wierzy[19]); później opat i generał
- Filozof[20])
- Starzec, poeta Tadeusz – autor Misterium niedzielnego i Pamiętnika mojego życia
- Anioł – smukły, faliste blond włosy, pięknie skrojone palto, pod którym skrywa skrzydła
- Dziewczyna z tłumu, czyli Marysia Natchniona
- Domorosły samouk z tłumu
- Właściciel baru „Pod Cinzano”
- Król Ludwik Dwudziesty (początkowo incognito)
- Jarmarczny kuglarz
- Delegat ludu

Bohater zbiorowy: przechodnie – tłum, pełniący rolę chóru.

## Opinie i interpretacje
Groteskowy dramat „Misterium niedzielne", które poeta i krytyk literacki Andrzej Trzebiński ocenił jako „śmiech dziwaczności”, bywa uznawany za szydercze spojrzenie na rzeczywistość II RP – groteska połączona z surrealizmem. Zdaniem Stanisława Beresia utwór ten jest szczególnym eksperymentem, stanowiącym groteskowo-ironiczną wersję poetyckiego doświadczenia Gajcego. Przy tym badacz twórczości poety odrzuca uleganie (m.in. przez Martę Piwińską) złudnej sugestii poety, że ukazana w utworze wizja apokalipsy jest żartobliwą, niemalże sielską. Zdaniem Beresia dramat ukazuje triumf samozwańczych przywódców, pogoń za uznaniem, marzenia o potędze na progu katastrofy, pychę i manię wielkości. Jest rozprawą z Polską przedwrześniową. Utwór rozpatruje się jako dylemat między poddaniem się nieuchronności losu a walką ze światem niszczącym człowieka i jego dorobek. Dla Andrzeja Majczaka misterium Gajcego jest dziś rodzajem bolesnego, gorzkiego, choć momentami zabawnego seansu patriotycznego, narodowej szopki. 

## Inscenizacje
- premiera 31 października 1957 – Teatr Polskiego Radia, adaptacja Stanisław Ziembicki, reżyseria Wojciech Maciejewski[26]
- premiera 8 października 1969 – Teatr Polskiego Radia, adaptacja Krystyna Sznerr, reżyseria Krystyna Sznerr[27]
- premiera 29 sierpnia 1971 – Teatr Telewizji, reżyseria Krystyna Sznerr[28][29]
- premiera 3 kwietnia 2009 – Teatr Śląski im. Stanisława Wyspiańskiego w Katowicach, Scena Kameralna, reżyseria Andrzej Majczak[30][7]